# HTC Touch
De HTC Touch, ook bekend als de HTC P3450 of de HTC Elf is een smartphone die geproduceerd is door HTC. Het draait op Windows Mobile 6.1 Professional met de grafische schil TouchFLO die door HTC ontwikkeld is.
De wereldwijde release van de HTC Touch was in Leicester Square in Londen op 5 juni 2007. De Touch was aanvankelijk verkrijgbaar in het zwart en groen. Het toestel werd in diverse landen onder verschillende naam uitgebracht, zoals de Verizon Wireless XV6900, T-Mobile MDA Touch, O2 XDA Nova, Okta Touch en de Vodafone VPA Touch.

## Verbeterde versie
In november 2007 bracht HTC een verbeterde versie van de Touch uit, ook bekend als de HTC P3452 of HTC Elfin. Deze had een verdubbeling gekregen van het ROM naar 256MB en een verdubbeling van het RAM naar 128 MB. De nieuwe Touch is nu ook verkrijgbaar in twee nieuwe kleuren: wit en rood/bruin.

## Verkopen
HTC heeft in vijf maanden één miljoen exemplaren van de Touch weten te verkopen. In de zes maanden daarna werden weer één miljoen nieuwe exemplaren verkocht.